# Андрианы
Андрианы — деревня в Вяземском районе Смоленской области России. Входит в состав Юшковского сельского поселения. Население — 22 жителя (2007).
Расположена в восточной части области в 19 км к югу от Вязьмы, в 8 км западнее автодороги Р132 Вязьма — Калуга — Тула — Рязань, на берегу реки Средней. В 2,5 км юго-восточнее деревни расположена железнодорожная станция О.п. 22-й км на линии Вязьма — Калуга.

## История
В годы Великой Отечественной войны деревня была оккупирована гитлеровскими войсками в октябре 1941 года, освобождена в марте 1943 года.